# Tajemství slonů
Tajemství slonů (v anglickém originále Secret Life of Elephants) je britský dokumentární cyklus o životě slonů v Keni. Zde se skupina zoologů snaží zachránit slony a pomocí obojků s vysílačkami je monitorují. To jim pomáhá zabránit konfliktům mezi slony a lidmi. Premiéru měl v roce 2009 na televizi BBC, v Česku měl poprvé premiéru na ČT2.